# サン・ピエトロの戦い
サン・ピエトロの戦い（サン・ピエトロのたたかい、伊: Battaglia di San Pi）、またはクロチェッタの戦い（クロチェッタのたたかい、伊: Battaglia della Crocetta）、パルマの戦い（パルマのたたかい、伊: Battaglia di Parma）は、ポーランド継承戦争中の1734年6月29日、フランス王国とサルデーニャ王国軍がハプスブルク帝国（オーストリア）軍と戦った戦闘。戦闘はパルマ公国の首都パルマとラ・クロチェッタ（La Crocetta）の村の間にあたる場所で行われた。オーストリア軍はフランスとサルデーニャの連合軍に突撃をしかけたが、指揮官のクロード・フロリモン・ド・メルシーが戦死、副官のフリードリヒ・ルートヴィヒ・フォン・ヴュルテンベルク＝ヴィンネンタルが負傷したため失敗に終わった。1日間続いたこの戦闘により、両軍とも多大な損害を負った。

## 背景
1733年2月にポーランド王アウグスト2世が死去すると、ヨーロッパ諸国はその継承者選びに外交と軍事の両面から干渉を行った。1733年8月と10日に行われた2回の選挙はそれぞれスタニスワフ・レシチニスキとザクセン選帝侯フリードリヒ・アウグスト2世をポーランド王に選出した。スタニスワフがフランスの支持を得た一方、フリードリヒ・アウグスト2世はロシアとハプスブルク家の皇帝カール6世からの支持を確保した。10月10日、フランスはオーストリアとザクセンに宣戦布告、両国の軍勢をポーランドから引き離そうとした。フランスは直後にラインラントとイタリア北部のハプスブルク家領に侵攻した。イタリア戦線において、フランスは1733年9月のトリノ条約でサルデーニャ王カルロ・エマヌエーレ3世にミラノ公国の割譲を約束したため、フランス軍はサルデーニャ軍と共闘した。

### 同盟軍のミラノ占領
1733年10月、カルロ・エマヌエーレ3世率いる4万人以上のフランス・サルデーニャ連合軍はオーストリアの駐留軍約1万2千を差し置いて、ほぼ無抵抗でミラノ公国を占領した。1734年2月にトルトーナまで占領すると、フランス軍は冬営に入った。
1733年11月、すでに81歳の老将ヴィラール元帥は連合軍と合流した。しかし、ヴィラールとカルロ・エマヌエーレ3世は戦略について合意できなかった。というのも、フランスに不信感を持っていたカルロ・エマヌエーレ3世はミラノを自分のために確保しようとし、ヴィラールはアルプス山脈の通り道の南側を確保して、オーストリアからの援軍がイタリアに到着することを防ごうとした。カルロ・エマヌエーレ3世がわざと軍事行動を遅延する策に出たため、怒ったヴィラールは1734年5月に本国へ召還されることを求めた。彼はフランスへの帰途で病気になり、6月にトリノで病没した。フランス軍の指揮は元帥に叙されたフランソワ＝マリー・ド・ブロイとフランソワ・ド・フランクトー・ド・コワニーが継いだ。
1734年6月末、カルロ・エマヌエーレ3世は妻のポリッセナ・ダッシア＝ローテンブルグが病気になったと称し、トリノへ戻った。彼はフランス軍に自分が戻るまで侵攻を再開しないよう求めたが、これは彼の遅延戦術の一環とされた。

### オーストリア軍の動き
同盟軍がミラノを占領すると、オーストリアは救援軍を編成した。カルロ・エマヌエーレ3世がミラノの確保に固執したため、オーストリア軍の一部は1733年11月にアルプスを越えて守備の強固なマントヴァに到着、そこにいる軍勢の人数を7千人に引き上げた。ミラノでの要塞から引き揚げた軍により、マントヴァの軍勢は年末には1万2千にまで膨れ上がった。1734年1月、フリードリヒ・ルートヴィヒ・フォン・ヴュルテンベルク＝ヴィンネンタルは軍にポー川とオーリオ川を巡回させ、同盟軍の動きを見張るとともに、チロルとミラノの境界を要塞化した。3月までにオーストリア軍が2万4千人に増え、クロード・フロリモン・ド・メルシー元帥が指揮を執った。彼は攻勢に出ることはマントヴァかチロルの辺境の守備を弱くしすぎると考え、守備態勢をつづけた。4月の初め、オーストリア軍はようやく進軍し、ミンチョ川に進んだ。プリンツ・オイゲンは4月26日にメルシーに手紙を書き、戦役を始めるよう命じた。このときには、北イタリアにおけるオーストリア軍は5万5千を越えた。
5月1日、オーストリア軍左翼はポー川の渡河をはじめ、南岸にいるフランス軍の派遣隊をパルマへ撤退させた。ヴュルテンベルク率いるオーストリア軍左翼はそのまま川を上ってパルマへ向かい、一方メルシー率いる右翼は補給が必要なのと、メルシーが卒中により失明したため進軍が遅れた。6月1日、ヴュルテンベルクはパルマ近くのコロルノで橋頭堡を守っていたフランスの先遣隊を撃退した。3日から8日まで、同盟軍の大半はサッカ（Sacca）でポー川を渡河、そこの守備隊と合流した。4日から5日、サルデーニャ軍の派遣隊はオーストリア軍をコロルノから追い出し、オーストリア軍はソルボロに後退し、パルマにいる同盟軍への攻撃を計画した。

## 戦闘
コワニー元帥はパルマを維持する決意をし、6月28日に城壁の外に強い軍勢を配置した。左翼をパルマの守備に残した後、右翼をクロチェッタ村に配置した。クロチェッタ村はタロ川により守られた。クロチェッタとパルマを結ぶ道路は土手道であり、コワニーは道の両側に深い塹壕を掘った。
メルシー元帥は軍の戦闘に立ってタロ川を渡河、朝10時にフランスの前衛に攻撃、撤退させた。クロチェッタに着くと、メルシーはオーストリア軍左翼を率いるヴュルテンベルクに遅滞なく攻撃に移るよう命じた。ヴュルテンベルクはより多くの部隊を渡河させ、整列してからにすべきとして反対した。すると、メルシーは"Je vous laisse faire et je ferai la chose à ma mode"（好きにしろ、こっちはこっちのやり方でやる）といって、右翼を率いて戦闘に突入した。彼は進軍を始めるとともに、だんだんと弱まる同盟軍の砲撃をよそに塹壕を粗朶で埋めた。攻撃の第一波は撃退されたが、メルシーは攻撃を継続、新しい連隊に突撃に加わるよう命じた。そのまま塹壕の埋め立てを続け、今度は同胞の死体を使った。フランス軍の最前列につこうとした頃、メルシーはマスケット銃の銃弾に直撃され死亡、オーストリア軍の戦列に混乱が生じた。
そこにヴュルテンベルクが到着、戦列の規律を回復させた。オーストリア軍は土手道を確保し、今度は敵軍の死体で逆側の塹壕を埋めた。ヴュルテンベルクは乗っていた馬を打たれたので馬を2度乗り換え、やがて重傷を負って後方へ撤退した。しかしオーストリア軍は攻撃を継続、激戦を続けつつフランス軍をパルマの城壁にまで後退させた。フランス軍はそこで持ちこたえ、オーストリア軍の進軍を止めた。夜が訪れると、オーストリア軍は南へ撤退した。

## その後
オーストリア軍はメルシー元帥と6人の将軍を含む死傷者6,172人を出し、逃亡者も多く出した。フランス軍は死傷者4,000、サルデーニャ軍は死傷者400を出した。同盟軍は最後まで持ちこたえたが、大損害を負ったため大勝とはならなかった。
ヴュルテンベルクはモンテキアルーゴロ城へ逃れ、そこで戦闘の報告を皇帝に書き、メルシーの無謀さを責めた。オーストリア軍はやがてセッキア川まで撤退、7月に増援とヨーゼフ・ロタール・フォン・ケーニヒスエッグ＝ローテンフェルス元帥を迎えた。両軍はセッキア川で対峙し、動きもあまりなかったが、9月にケーニヒスエッグが一連の行軍を開始、19日のグアスタッラの戦いでまたもや大損害を負って敗北、オグリオ川まで撤退して年末まで維持した。
戦闘はパルマの住民に目撃された。たまたま城内にいたヴェネツィア出身の劇作家カルロ・ゴルドーニも戦闘を目撃した。